# Рязань (батальйон)
ДРГ «Рязань», або Батальйон «Рязань» — незаконне збройне формування, воювало у лавах проросійських збройних угруповань у 2014—2015 роках.
Угруповання формувалося переважно з громадян РФ.

## Історія
Угруповання було зібране ще в період окупації частини Донецькоі та Луганськоі областей Украіни проросійськими силами під командуванням Гіркіна міста Слов'янська — до початку липня 2014 року. Очолив угруповання громадянин РФ Едуард Гілазов на прізвисько Рязань. За даними ПиМ, на той час угруповання складало повноцінний батальйон.
22 липня 2014 року бойовики угруповання почали штурм села Кожевня під Сніжним. Мета штурму — захоплення ділянки державного кордону з Росією задля забезпечення безперешкодного постачання військової техніки та боєприпасів.
- 25 січня 2016 року номінальний ватажок російських терористів Олександр Захарченко на виступі перед студентами Донбаської національної академії будівництва і архітектури в окупованому росіянами Донецьку зізнався, що російські бойовики вщент спалили село Кожевня під час однієї з наступальних операцій[4].
- Згодом російські терористи поширили в інтернеті відеохроніку штурму села влітку 2014 року.[5] За словами журналіста Дениса Казанського, з оприлюдненого відео випливає, що село було знищене збройним формуванням ДРГ „Рязань“, яке складається переважно із найманців із Росії. Окремих учасників цього наступу спіткала непроста доля — зокрема, російський журналіст Андрій Стенін, який вів відеозйомку, згорів у власній машині через місяць.[6]

У грудні 2014 року було оприлюднено інтерв'ю Гілазова російському виданню Комсомольська правда, де Гілазов розповідав таке:

| Населенный пункт Новопавловка, там были очень большие потери - моих семь человек погибло. Со стороны противника сражался целый батальон - 270 человек, среди них было очень много поляков. Я хотел уйти, потому что нас всего было 31 человек, но ребята сказали: «Давай останемся, поляков нельзя дальше пускать». Потому что некоторые поляки такие изуверства творили: ребенка к танку привязывали, женщин насиловали... Бой шел девять дней, подоспела помощь - помог нам, кстати, известный командир ополчения Моторолла. Мы сожгли 16 танков противника и уничтожили 80% вражеского батальона. Но у нас тоже были колоссальные потери... |
| — Едуард Гілазов, грудень 2014 |

Угруповання брало участь у боях під Дебальцевим січня-лютого 2015 року. За даними Інформаційного спортиву, там «Рязань» відзначилася, зокрема, мародерством.
ДРГ «Рязань» зазнала важких втрат у липні 2015 року в боях за Мар'їнку.
Командир формування Едуард Гілазов загинув за загадкових обставин у серпні 2015 року. Востаннє його бачили 27 липня 2015. Учасники угруповання звинуватили у загибелі ватажка агентів російських спецслужб, що були активні на Донбасі у 2014 році — Ігоря Гіркіна Стрєлкова та Сергія Дубінського Хмурого. У відповідь було озвучене звинувачення Гілазова в участі у мародерствах, грабунках та зв'язках з алчевським криміналітетом.

## Втрати
З відкритих джерел відомо про деякі втрати батальону «Рязань»: 

### Війна на сході України
| п/п | Прізвище, ім'я, по-батькові | Місце смерті | Дата народження | Дата смерті |
| --- | --------------------------- | ------------ | --------------- | ----------- |
| 1.  | Богун Сергій Євгенович      | Луганськ     | 20.10.1971      | 29.07.2014  |

### Вторгнення РФ в Україну (2022)
| п/п | Прізвище, ім'я, звання                                                    | Місце смерті | Дата народження | Дата смерті |
| --- | ------------------------------------------------------------------------- | ------------ | --------------- | ----------- |
| 1.  | Сафронов Олексій Олексійович, старший лейтенант, кулеметник-гранатометник | м. Маріуполь | 29.09.1988      | 13.03.2022  |

## Матеріали
- Денис Казанський, Разборки в ДНР. Кто убил Эдуарда Гилазова?(рос.) // 1 серпня 2016